# Kantongerecht Wijk bij Duurstede

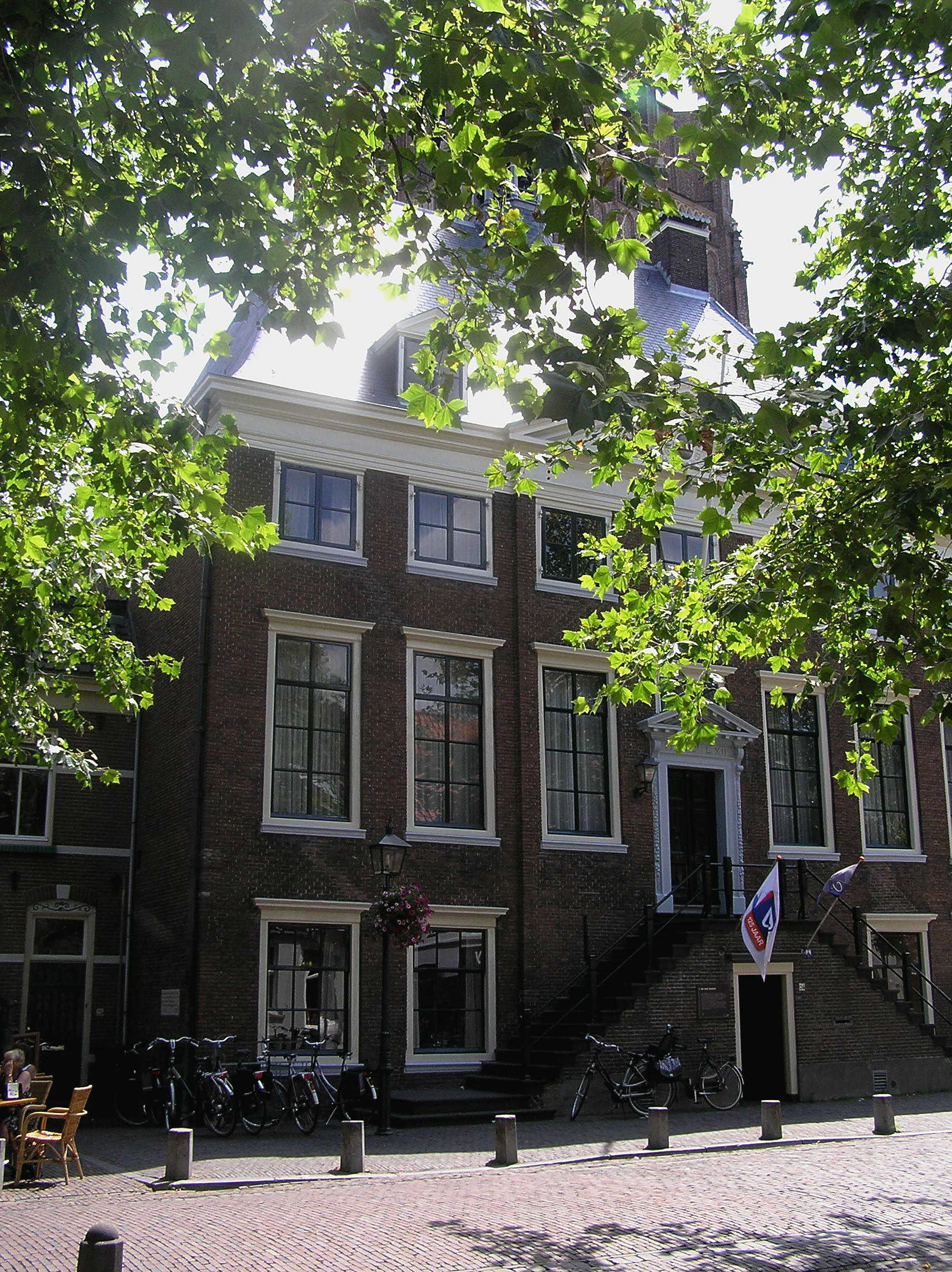
Het stadhuis van Wijk, waar ook het kantongerecht zetelde.

Het kantongerecht Wijk bij Duurstede was van 1838 tot 1934 een van de kantongerechten in Nederland. Bij de oprichting was Wijk bij Duurstede het derde kanton van het arrondissement Amersfoort. Na de opheffing van dat arrondissement werd Wijk in 1877 het vijfde kanton van het arrondissement Utrecht. De zittingen van het gerecht werden gehouden in het stadhuis.

## Het kanton
In de Franse tijd werden in Nederland kantons ingevoerd. Wijk bij Duurstede werd daarbij zetel voor een vrederechter. De vrederechter maakte in 1838 plaats voor de kantonrechter. Die operatie ging landelijk gepaard met een forse inkrimping van het aantal kantons, maar in Wijk bij Duurstede bleef het kanton ongewijzigd. Het omvatte in 1838 de gemeenten: Wijk bij Duurstede, Langbroek, Cothen, Schalkwijk, Tull en 't Waal, Houten, Schonauwen, Oud-Wulven, Bunnik, Rhijnauwen, Odijk, Werkhoven, Sterkenburg, Driebergen, Rijsenburg, Doorn en Zeist.
In 1877 werd de rechtbank Amersfoort opgeheven en het gebied van de drie kantons grotendeels gevoegd bij het arrondissement Utrecht. De omvang van het kanton onderging een kleine wijziging. De gemeente Zeist werd ingedeeld bij het kanton Utrecht, terwijl de gemeenten Amerongen en Leersum uit het opgeheven kanton Rhenen aan Wijk bij Duurstede werden toegevoegd.